# Dugo Selo Lasinjsko
Dugo Selo Lasinjsko – wieś w Chorwacji, w żupanii sisacko-moslawińskiej, w gminie Gvozd. W 2011 roku liczyła 46 mieszkańców.